# Nedansiljans domsaga
Nedansiljans domsaga var en domsaga i Kopparbergs län. Den bildades 1876 (enligt beslut den 21 maj 1875) genom delningen av Österdalarnas domsaga och blev 1971 i samband med tingsrättsreformen i Sverige domsaga för Nedansiljans tingsrätt, som 1975 bytte namn till Leksands tingsrätt och domsagan alltså blev Leksands domsaga.
Domsagan lydde under Svea hovrätts domkrets. Som mest låg tre tingslag under domsagan men detta antal minskades till två 1916 och vidare till ett 1948. När domsagan upphörde 1971 löd under den således bara ett tingslag.

## Tingslag

### Från 1876
- Gagnefs tingslag
- Leksands tingslag
- Rättviks tingslag

### Från 1916
- Leksands och Gagnefs tingslag
- Rättviks tingslag

### Från 1948
- Nedansiljans domsagas tingslag

## Häradshövdingar
- 1876-1913 Otto Hjalmar Leonard Claëson
- 1913-1939 Carl Wilhelm Anrep
- 1939-1964 Ernst Henrik Leche
- 1965-1970 Anders Hallström